# Peter Dinklage

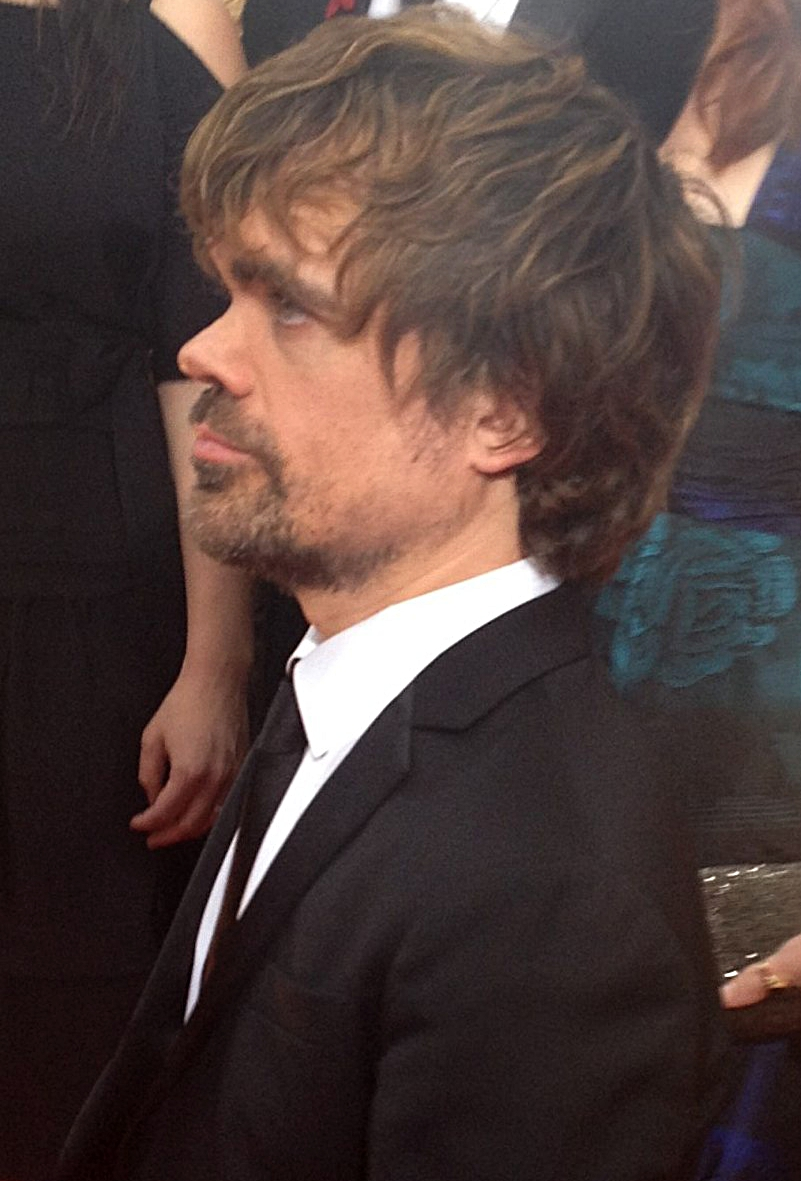
Peter Dinklage (2012)

Peter Hayden Dinklage (ur. 11 czerwca 1969 w Morristown) – amerykański aktor, występował w roli Tyriona Lannistera w serialu Gra o tron.

## Życiorys
Rozpoczynał karierę rolami w teatrzyku szkolnym. Na ekranie zadebiutował w 1995 roku rolą w Filmowy zawrót głowy. Przez lata grywał głównie role epizodyczne. Przełomową dla jego kariery okazała się rola w niskobudżetowym filmie Toma McCarthy’ego, Dróżnik. Znakomite recenzje dzieła oraz gry samego Dinklage sprawiły, iż środowisko hollywoodzkie doceniło jego talent aktorski, czego efektem były kolejne, tym razem już znaczące role. W 2006 aktor zagrał jedną z głównych ról w filmie Sidneya Lumeta Uznajcie mnie za winnego, w którym jego partnerem był Vin Diesel. Postać Tyriona Lannistera w serialu Gra o tron zapewniła aktorowi w 2012 Złoty Glob w kategorii Najlepszy aktor drugoplanowy w serialu, miniserialu lub filmie telewizyjnym oraz Nagrody Emmy dla najlepszego aktora drugoplanowego w serialu dramatycznym (2018 i 2019).
Występuje także jako aktor głosowy w filmach animowanych i grach komputerowych.

## Życie prywatne
Peter Dinklage jest wegetarianinem.
Cierpi na karłowatość, której przyczyną jest achondroplazja. Ma 135 cm wzrostu.

## Wybrana filmografia
- 1995: Filmowy zawrót głowy jako Tito
- 2001: Wojna plemników jako Frank
- 2002: Zaczyna się od pocałunku jako Dink
- 2003: Dróżnik jako Finbar „Fin” McBride
- 2003: Elf jako Miles Finch
- 2005: Lassie jako Rowlie
- 2006: Uznajcie mnie za winnego jako Ben Klandis
- 2007: Zgon na pogrzebie (brytyjski) jako Peter
- 2008: Opowieści z Narnii: Książę Kaspian jako Zuchon
- 2010: Zgon na pogrzebie (amerykański) jako Frank
- 2011-2019: Gra o Tron jako Tyrion Lannister
- 2012: Epoka lodowcowa 4: Wędrówka kontynentów jako Kapitan Flak (głos)
- 2013: Rycerze (nie) na niby jako Hung
- 2014: X-Men: Przeszłość, która nadejdzie jako Bolivar Trask
- 2015: Choleryk z Brooklynu jako Aaron Altmann
- 2015: Piksele jako Eddie
- 2015: Taxi jako Marc
- 2016: Szefowa jako Renault
- 2017: Rememory jako Sam Bloom
- 2017: Trzy billboardy za Ebbing, Missouri jako James
- 2017: Three Christs jako Joseph
- 2018: I Think We're Alone Now jako Del
- 2018: Avengers: Wojna bez granic jako Eitri
- 2018: My Dinner with Hervé jako Hervé Villechaize
- 2019: Angry Birds 2 jako Mocarny Orzeł (głos)
- 2019: Between Two Ferns: Film jako Peter Dinklage
- 2020: O wszystko zadbam jako Roman Lunyov
- 2020: Krudowie 2: Nowa era jako Phil Betterman (głos)
- 2021: Cyrano jako Cyrano
- 2022: American Dreamer jako dr Phil Loder
- 2023: Transformers: Przebudzenie bestii jako Scourge (głos)
- 2023: Igrzyska śmierci: Ballada ptaków i węży jako dziekan Casca Highbottom